# Wouldn't It Be Great
Wouldn't It Be Great je studiové album americké zpěvačky Loretty Lynnové. Vydáno bylo 28. září roku 2018 společností Sony Legacy. Album produkovali zpěvaččina dcera Patsy Lynn Russell spolu s Johnem Carterem Cashem, synem Johnnyho Cashe a June Carter Cash. Deska byla nahrána ve studiu Cash Cabin Studio v Hendersonville ve státě Tennessee. Vydání alba bylo původně naplánováno na 18. srpen roku 2017. Již 12. července 2017 však bylo oznámen jeho odklad, stejně jako zrušení následného turné, a to z důvodu zpěvaččiny nemoci. Později se o něm přestalo mluvit a až koncem srpna 2018 bylo zveřejněno nové datum vydání: 28. září 2018. Album obsahuje jak nové písně, tak i nové verze starších písní. Svůj název deska dostala podle písně „Wouldn't It Be Great“, kterou Loretta Lynnová původně vydala na svém albu Just a Woman v roce 1985.

## Seznam skladeb
1. Wouldn't It Be Great – 3:24
2. Ruby's Stool – 2:53
3. I'm Dying for Someone to Live For – 2:30
4. Another Bridge to Burn – 3:47
5. Ain't No Time to Go – 2:31
6. God Makes No Mistakes – 3:00
7. These Ole Blues – 2:52
8. My Angel Mother – 1:56
9. Don't Come Home a Drinkin' – 2:12
10. The Big Man – 2:45
11. Lulie Vars – 2:49
12. Darkest Day – 2:30
13. Coal Miner's Daughter – 3:11